# Matheesha Pathirana
Matheesha Pathirana (* 18. Dezember 2002 in Kandy, Sri Lanka) ist ein sri-lankischer Cricketspieler der seit 2022 für die sri-lankischen Nationalmannschaft spielt.

## Kindheit und Ausbildung
Pathirana war Teil des sri-lankischen Teams bei der ICC U19-Cricket-Weltmeisterschaft 2020 und 2022.

## Aktive Karriere
Sein Debüt in der Nationalmannschaft gab er im August 2022 im Asia Cup 2022 gegen Afghanistan. Sein ODI-Debüt folgte im Juni 2023 ebenfalls gegen Afghanistan. Beim Asia Cup 2023 konnte er dann gegen Bangladesch erst vier (4/32) in der Vorrunde und dann drei Wickets (3/65) in der Super-4-Runde erzielen, bevor ihm ebenfalls drei Wickets (3/65) gegen Pakistan gelangen. Daraufhin wurde er für den Cricket World Cup 2023 nominiert.